# Nanos hanskii
Nanos hanskii là một loài bọ cánh cứng trong họ Bọ hung (Scarabaeidae).